# اچ‌اس‌وی-۲ تیلور
اچ‌اس‌وی-۲ تیلور (به انگلیسی: HSV-2 Swift) یک کشتی است که طول آن ۳۲۱٫۵ فوت (۹۸٫۰ متر) می‌باشد. این کشتی در سال ۲۰۰۳ ساخته شد.